# ベルケ
ベルケ（Berke、? - 1266年）は、ジョチ・ウルスの第5代宗主（ハン、在位：1257年 - 1266年）。バトゥの弟で、ジョチの三男。母はスルターン・ハトゥン（エミン部族）。漢語表記では別児哥、ペルシア語資料では بركاى Barkāy または بركه Barka と綴られる。

## 即位以前
1229年春のオゴデイ即位のクリルタイに参集したジョチ家の諸子のうちに、オルダ、バトゥ、シバン、タングト、トカ・テムルらと並んでベルケもその名を列ねている。1236年に始まるバトゥを総司令とする西方遠征にも従軍しており、キプチャク族征討に戦功を修めている。1249年のバトゥによるモンケ擁立に際してはトカ・テムルとともにジョチ家の諸軍を率いてケルレン河畔を渡り、ソルコクタニのオルドを守護しモンケの近くに侍してバトゥとの連絡役を果たしている。モンケ擁立の中心人物のひとりであり、後年のフレグとのアゼルバイジャンを巡る境域紛争では、イルハン朝側の対応が後手に回り勝ちであったことの原因のひとつにそのことが少なからず影響していたようである。
1256年にバトゥが没すると、モンケはこの年のクリルタイに参列していたバトゥの長男のサルタクを後継者として認めたが、サルタクはジョチ・ウルスへの帰還途中で病没してしまった。これに伴いモンケは再びサルタクの弟でバトゥの四男のウラクチ（サルタクの息子との説もあり）を後継者に命じたが、未だ幼年であったためバトゥの后妃筆頭であったボラクチン・ハトゥンに成人になるまでの間その摂政に任命した。しかしながら、ウラクチはその後わずか数カ月で夭折してしまったために、ジョチ家の年長者であったベルケが1257年に即位する事となった。
ベルケが没した時、サルタクの次弟のトクカンの遺児（次男）のモンケ・テムルはすでに成人に達していたために、ベルケの家系に家督が移らず再びバトゥの末裔がジョチ家の宗主を継いでいくこととなった。ベルケ自身に息子がいたかどうかは不明である。

## 治世・モンゴル本土の後継闘争と対外政策
1259年、モンケが合州親征中に陣没し、次代のモンゴル帝国の皇帝（カアン）の位をめぐり弟のクビライとアリクブケとの間に後継闘争が始まった。ベルケはいちはやくクビライ、アリクブケ双方に使者を派遣し、中立の立場をとった。しかし、アリクブケの意を汲んで中央アジアへ派遣されて来たチャガタイ家のアルグは、アムダリヤ川境域を守護してジョチ・ウルスとフレグ西征軍がクビライ側へ物資の供給がされないように監視を命じられていた。ベルケは基本的にアリクブケの帝位継承を認めていたものの、実際にはクビライ、アリクブケ双方に中立的立場を守っていたようで、アリクブケ側からはクビライとの紛争中は少なからず警戒されていたようである。
一方、ジョチ・ウルスはバトゥの主導によってフレグの西方遠征にも親族を幾人か派遣していた。すなわち長兄のオルダの次男のクリを1万戸ともに派遣し、弟であるシバンの四男のバラカン、同じくボアルの次男のミンカダルの子のトカル（ノガイの従兄弟）などであった。
モンケ没後の混乱でベルケは西征軍に参加していたジョチ家王族の回収を行っている。1256年にフレグの遠征に従軍中のバラカンがフレグを呪詛したらしいという事件が起った。バラカンは捕縛されベルケのもとに送還されたが、この時の査問でバラカンは呪詛した罪を認めたため、裁定をフレグに一任して彼をフレグのもとに送り返した。このためバラカンは処刑されたが、さらにこの直後にクリとトカルまで急死した。2人の不審死は毒殺だという噂が流れたため、フレグとジョチ・ウルスとの間に深刻な対立が根付いてしまった。あるいはアイン・ジャールートの戦いの敗北の後の宴席でバラカンが急死し、これを毒殺と疑ったトカルがフレグを呪詛したためベルケのもとに送られ再度フレグによって1260年2月2日に処刑され、クリも急死したともいわれる。
そして1262年9月にベルケがトカルの従兄弟のノガイを指揮官とする3万騎をアゼルバイジャン経由で侵攻させると、3人の王族たちの家族と軍民はカフカスやホラーサーン方面からキプチャク草原へ逃走し、ネグデル率いる一部はアフガニスタンとインドの境域地域を占領した。
この混乱期に彼はアゼルバイジャン地方の帰属を巡ってフレグ西征軍と対立し、カスピ海東南方面において盛んに軍を派遣してフレグおよびアバカの指揮する西征軍との戦闘をくり返した（ベルケ・フレグ戦争）。
マムルーク朝側の記録によれば、ベルケは一連の事件からフレグ西征軍中のジョチ家の軍民にジョチ・ウルスへの直接の帰還がかなわない場合はマムルーク朝側に一旦亡命するよう指示を出していたため、1261年に4名の百戸長がカイロに訪れたという。マムルーク朝のスルターン・バイバルスは彼らを歓待して金品や兵馬を下賜し、ベルケとの同盟を見込んで1262年初冬にクリミア半島経由でジョチ・ウルスへ使節を派遣した。こうして幾度か使節の応答が行われ、マムルーク朝はイラン方面からのモンゴルの逃亡兵たち避難先として機能するようになった。
1265年にカフカス山脈東端のデルベントに派遣したノガイが、アバカの弟のヨシムト（フレグの三男）に惨敗したことを機に、アゼルバイジャン征服を企図して親征した。しかし、グルジアの首都のティフリスで渡河するためクル川を遡っていた途上に病没する。ジョチ・ウルスの諸軍は撤退し、ベルケの柩はバトゥ・サライに運ばれ、そこで埋葬された。
彼は新サライを建設したことでも有名である。これをベルケ・サライと呼ぶ。『集史』によるとベルケには息子がいなかったと記録されているが、娘もいなかったかは述べられていない。彼の死後、モンケ・テムルが後を継いだ。

## ベルケとイスラーム
ベルケはモンゴル王族においてイスラム教徒（ムスリム）であったことが確認できる最も早い人物のひとりである。彼の生涯は『集史』などではあまり詳しく記載されていないが、奴隷王朝の君主イルトゥトゥミシュに仕えた同時代人である歴史家ジューズジャーニーは、その主著『タバカーテ・ナースィリー』（1259年-1260年完成）において、ベルケの出自について述べている。
それによると、ジョチがブルガール方面へ遠征したときに生まれ、ジョチはそのわが子をムスリムにすることを望んで、へその緒を切る役も乳母もムスリムの人物に託したという。また、幼少時代からムスリムとしての教育を信頼に足るムスリムの学者に任せ、コーランの知識をマー・ワラー・アンナフルの都市のホジェンドで敬虔なムスリムから教授されたといい、適齢期には割礼も行い、成長してジョチ家で軍民を統率する立場を得ると、ジョチ・ウルス麾下のムスリム部隊の全てが彼の指揮下に置かれた、と伝えている。その軍団の規模はバトゥの統治時代からムスリムの騎士3万人であったといい、彼の軍団は常に礼拝を欠かさなかったと述べる。
一方1233年頃にベルケは奴隷王朝へ友好使節を送ったが、奴隷王朝とモンゴル帝国とは敵対していたためイルトゥトゥミシュはこれを偵察か策略のたぐいと疑い使節を追放した、とも述べている。その使節も全てムスリムであったという。時期をみてよく中央アジアの主要なイスラームの聖地に参拝に出かけ、ブハーラーへも参詣に訪れた。またアッバース朝カリフへも複数回友好の使節を送った、とその事蹟を簡略に記録している。